# El día después
El dia después és un programa de televisió espanyol, dedicat al futbol professional, que s'emet en el canal #0. Els seus presentadors són Santiago Cañizares i Antonio Daimiel. En l'espai es repassa la jornada futbolística de Primera Divisió, des d'un punt de vista informal, centrant-se en situacions curioses i amb reportatges on també s'analitza el més important de les lligues nacionals i internacionals.
El programa, creat originalment per a Canal+ Espanya, es va estrenar el 8 d'octubre de 1990. La primera etapa va durar fins al 31 d'octubre de 2005 amb la presentació de Nacho Lewin. El 2009 Canal+ va decidir recuperar el nom i el format amb la presentació de Juanma Castaño i Santiago Cañizares. Després del cessament d'emissions de Canal+ el febrer de 2016, el programa va continuar les seves emissions a #0. Des de 2018 el programa s'emet a #Vamos.

## Història del programa

### Primera Etapa (1990 a 2005)
Canal+ havia adquirit com a plat fort per a la seva inauguració el 1990 els drets d'emissió d'un partit de la lliga espanyola de futbol els diumenges a la nit. Els directius van decidir crear El dia después com a programa que repassés la jornada de futbol i els fets més rellevants el dilluns a les 20:30h.
El programa va debutar en la temporada 1990-91 amb Nacho Lewin, com a presentador principal, i Jorge Valdano com a analista tàctic. També guardava lloc per a moments més informals, com la secció El que el ojo no ve, i feia un resum de la Lliga Italiana. El programa s'emetia només per a abonats del canal durant aquesta primera temporada.
En la segona temporada Jorge Valdano va abandonar el programa per a entrenar al Club Deportivo Tenerife. Canal+ decideix fitxar com a analista Michael Robinson exjugador del Osasuna, del Liverpool i de la selecció irlandesa. Procedent del programa esportiu de ràdio El larguero de Cadena SER Robinson era comentarista de Canal+ i va acceptar l'encàrrec a petició d'Alfredo Relaño. En aquesta temporada Robinson es va encarregar del treball d'anàlisi de Valdano, principalment analitzar als equips de futbol i els seus sistemes de joc, encara que va imprimir un toc més distès que posteriorment seria habitual. Com a novetat El dia después va començar a emetre's el dilluns, en obert, de 20.30 a 21:30h.
La temporada 1992/93 s'afegiria al planter l'àrbitre retirat Joaquín Ramos Marcos que també procedia de la Cadena SER.
El 1994 Nacho Lewin abandona el programa per a tornar a la ràdio. L'equip de presentadors es va configurar amb Michael Robinson, 'Lobo' Carrasco i Joaquín Ramos Marcos, sent un dels més populars de la història de l'espai. En aquesta època es va ampliar l'horari, de 20.00 a 21:30h., i es van aconseguir fites com el lideratge d'audiència durant la seva franja en algunes ocasions. També es van arribar a realitzar edicions especials fora de l'estudi com a Saragossa el 16 de desembre.
El 1997 es produeix un canvi important en el programa d'acord amb la renovació de la graella i estil de Canal+ i l'inici de l'emissió de partits per pagament per visió: es renova el decorat per complet, se substitueix al 'Lobo' Carrasco per Josep Pedrerol, i s'introdueixen noves seccions. Fins i tot, arran de l'èxit del programa, es va decidir crear un programa per als dissabtes que anticipés la jornada, denominat El día antes, presentat per Nacho Aranda.
Amb la marxa el 2004 de Pedrerol i Ramos Marcos, Michael Robinson passa a ser el presentador principal amb les incorporacions del periodista Julio Maldonado i l'exfutbolista Raúl Ruiz.
Amb motiu del canvi de freqüència de Canal+ i la creació de Cuatro la propietària de tots dos canals de televisió, Sogecable, va decidir finalitzar la marxa del programa. En el seu lloc es va crear un nou espai a Cuatro, anomenat Maracaná 05. L'última emissió d'aquesta primera etapa, realitzada la setmana abans de la inauguració del nou canal, va ser un comiat dels 3 presentadors a la seva audiència amb un repàs habitual a la jornada, un vídeo amb els millors moments i un equip molt emocionat. Robinson no va ocultar mai la seva decepció davant la decisió de Sogecable com va reflectir més tard en una entrevista:
| « | «Em va doldre moltíssim la mort de ‘El Día Después', gairebé tant com la meva retirada del futbol. Perquè jo sabia que m'anava a retirar tard o d'hora, era una mort anunciada. Però això d'‘El Día Después' va ser diferent. Em va doldre moltíssim.» | » |

Durant la seva marxa El Día después va obtenir un premi Ondas, un TP d'Or i tres premis de la ATV. També va aconseguir ser el programa de major audiència de Canal+ en tota la seva història.

#### Després de la retirada
Cuatro va decidir crear un programa de futbol barrejant els conceptes d' El día después i el programa de ràdio Carrusel Deportivo: Maracaná 05. Presentat per Paco González, Michael Robinson i Carlos Latre, es van integrar també Julio Maldonado i Raúl Ruiz. No obstant això la fórmula del programa no va agradar a Robinson que va abandonar la presentació a la segona setmana al no estar d'acord amb la posada en escena del format.
El programa no va comptar amb el suport d'audiència obtingut per El día después malgrat emetre's en prime-time i comptar amb amplis mitjans. Maracaná 05 va completar la seva primera temporada però Maracaná 06 va ser retirat en la segona temporada per falta d'audiència. Després del seu cessament parteix de l'equip de El día después va ser integrat en la secció d'esports de Cuatro elaborant vídeos per als informatius.

### Segona Etapa (des de 2009)
El 2009 Sogecable decideix recuperar per a Canal+ el format d' El día después. Aquesta segona etapa va començar amb la presentació de Juanma Castaño i Santiago Cañizares, Michael Robinson no va participar en el nou espai, encara que sí que ho va fer Raúl Ruiz.
A partir del 29 d'agost de 2011 el co-presentador va ser, al costat de Santi Cañizares, José Antonio Ponseti qui es va mantenir en el programa fins al 23 d'agost de 2016. El seu substitut va ser Antoni Daimiel.
En la nova temporada 2018-2019 el programa passarà a emetre's en el nou canal de televisió de Movista #Vamos presentat pel periodista Carlos Martínez.

## Presentadors
Al llarg de la seva història, "El dia després" ha comptat amb els següents col·laboradors.

### Presentadors principals
- Michael Robinson (1991-2005): Presentador habitual del programa. Va entrar en plantilla el 1991 substituint a Jorge Valdano com a analista tàctic i a poc a poc va començar a presentar conjuntament amb Ignacio. Quan Nacho va marxar, Michael va compartir posteriorment presentació amb els seus col·laboradors fins a 1997, moment en el qual fa presentació conjunta amb Josep Pedrerol. Va passar a ser el presentador principal una altra vegada el 2004 fins al final del programa.
- Ignacio Lewin (1990-1994): També conegut com a "Nacho Lewin", va ser el primer presentador de "El dia després". Provenia de la Cadena SER i s'encarregava d'aportar la informació i reportatges, amb un to més seriós que el del seu company. Seva va ser la idea de la secció Lo que el ojo no ve.
- Lobo Carrasco (1994-1997): Després de retirar-se del futbol actiu, va ingressar en la Cadena SER i ocuparia la presentació conjunta amb Robinson després de la marxa d'Ignacio Lewin.
- Josep Pedrerol (1997-2004): Presentador principal durant el període més llarg del programa quant a repartiment, imprimia un toc més seriós. Va dirigir el programa durant 7 anys fins que va decidir anar-se'n a Punto Radio per a dirigir un programa esportiu en la ràdio llavors acabada de crearo.

### Col·laboradors
- Jorge Valdano: (1990-1991). Primer comentarista del programa, acompanyava a Nacho Lewin per a ajudar-lo en l'anàlisi de jugades. Era l'encarregat de "La pizarra cibernética" fins que va marxar per a dirigir al Tenerife.
- Joaquín Ramos Marcos: (1992-2004). Àrbitre de futbol professional, va ser el millor àrbitre de la Lliga Espanyola (premis Guruceta) en les temporades 1988/89 i 1989/90. Després de retirar-se de l'arbitratge en actiu, va fitxar per Canal+ per a comentar les jugades polèmiques des del seu punt de vista i ensenyar el que aplica el reglament a cada jugada. va marxar juntament amb Josep Pedrerol al seu nou programa a Punto Radio
- Julio Maldonado "Maldini": (1997-2005) Periodista especialitzat en futbol internacional, va arribar a col·laborar a "El día después" a partir de 1997. La seva comesa era analitzar jugadors, jugades i gols de la lliga internacional, tant des de la seva secció "La parabólica" com parlant de jugadors específics, fitxatges estrangers o seguiment d'altres futbolistes. Va passar a ser presentador en l'última etapa juntament amb Michael i Raúl.
- Raúl Ruiz Benito: exjugador del Club Deportivo Logroñés i del Numància, es va dedicar a fer reportatges sobre futbol modest. Posteriorment va passar a ser presentador al costat de Michael i Maldini en l'última etapa del programa.

## Seccions
A més dels clàssics reportatges, que a diferència d'altres espais esportius podien fixar-se més en dades o anècdotes i situacions curioses, el programa comptava amb aquestes seccions entre altres:
- Lo que el ojo no ve: Secció on mostraven l'altra cara del futbol i s'analitzaven aspectes curiosos que no van aparèixer durant els resums habituals de la jornada. Les situacions podien ser tant dins del terreny de joc com en les graderies, amb reaccions curioses d'afeccionats o treballadors de l'estadi. Va ser una de les seccions més populars del programa i va arribar a tenir diversos programes especials que recollien els millors moments de l'any.
- Lo que el árbitro no ve: Secció de Joaquín Ramos Marcos on s'analitzaven les jugades més polèmiques de la jornada i on l'ex àrbitre aclaria aspectes del reglament i diverses jugades de moviola.
- La pizarra cibernética: Secció de Jorge Valdano i més tard de Michael Robinson, en ella s'aclarien els esquemes tàctics dels equips i la seva influència en el partit que aquests analitzaven, tals com la tàctica del fora de joc o l'evolució d'un jugador determinat. Amb el pas del temps va perdre protagonisme en favor dels reportatges i imatges.
- Atocha: Secció de similar temàtica que "La pizarra cibernética", amb l'única diferència que per a explicar els esquemes tàctics ja no s'utilitzava un monitor, si no una reproducció de l'Estadi d'Atocha. Es va utilitzar a partir de 1993, després de la demolició d'aquest estadi de la Reial Societat.
- La parabólica: Es va crear com La liga de los Ases de la mà de Llop Carrasco, i des de 1997 va passar a dir-se "La parabòlica" i a ser presentada per Julio Maldonado. En tots dos casos, es parlaven de les jugades i gols més interessants de les lligues estrangeres, posant especial interès en aquelles que podia oferir Canal+
- Las noticias del guiñol: Canal+ ho va incloure a partir de 1997 arran de l'èxit de la secció en el programa "Lo + Plus", la temàtica dels dilluns estava més enfocada als temes esportius.
- El fútbol según Raúl: A diferència dels reportatges habituals del programa, Raúl s'ocupava de clubs modestos, de jugadors històrics en equips petits o de fets reseñables en el balompié no-professional amb històries personals remarcables.

## Moments històrics
Malgrat els molts vídeos que "El Día Después" va treure al llarg dels seus 14 anys, existeixen alguns amb una repercussió posterior que encara perdura en el món futbolístic.
- Micròfon per a l'àrbitre: El col·legiat José Luis Pajares Paz va acceptar a petició del programa portar un micròfon durant el partit Deportivo-Atlètic de Madrid que recollís totes les seves expressions i el so ambient de la trobada, de forma similar a les tècniques televisives emprades la lliga de Futbol Americà. Va ser la primera vegada en la lliga espanyola en la qual l'àrbitre portaria un micròfon durant un partit de futbol en Espanya
- "Pisálo" de Carlos Bilardo: Durant un Deportivo-Sevilla de 1993 el massatgista del Sevilla va córrer a atendre el jugador del Deportivo Albístegui, estes a terra. Aquesta actitud va ser represa pel llavors entrenador del Sevilla, Carlos Bilardo. Les cambres de Canal+ van recollir la seva brega, dient-li al massatgista que "al rival pisálo, pisálo". Més tard l'acció de l'entrenador va ser durament criticada.
- Brega de Benito Floro: Benito Floro, en la seva etapa com a entrenador del Reial Madrid, va esbroncar fortament als seus jugadors en el vestuari després de perdre enfront de la Unió Esportiva Lleida per 2 a 1. L'enregistrament es va filtrar en la Cadena SER i El dia després va publicar el vídeo, gravat a la porta del vestuari. La discussió va ser una mostra de la crisi que va sofrir el Reial Madrid durant aquesta temporada i que va acabar amb el cessament de Floro.[11]
- Rafael Guerrero i Mejuto González: El 1996 les cambres de Canal+ van captar, durant el Saragossa-FC Barcelona, una discussió entre l'àrbitre del partit Mejuto González amb el seu jutge de línia i assistent Rafa Guerrero. Durant el partit es va produir una falta dins de l'àrea del defensa del Saragossa Solana sobre el jugador culer Fernando Couto. La falta no la va veure l'àrbitre, però si el seu jutge de línia que li va cridar per a indicar-li un penalty i l'expulsió "del número 6" del Saragossa. No obstant això, el portador d'aquest número era Aguado, un altre jugador del Saragossa que en realitat no havia comès la falta. Aguado va ser expulsat, deixant amb 10 al Saragossa, que finalment perdria el partit. La discussió entre els 2 àrbitres va tenir transcendència en tots els informatius nacionals i encara es coneix al linier protagonista com "Rafa Nomejodas", en al·lusió a la conversa amb Mejuto. Tot això malgrat que en cap moment Mejuto va pronunciar aquestes paraules.[12]
- El gol d'Abreu: El 1997 es va utilitzar durant la secció de "La parabòlica" una fallada de Sebastián Abreu, durant la seva estada s San Lorenzo de Almagro, en un partit de la lliga argentina. En el vídeo es mostrava com Abreu es va ensopegar i va caure a terra, durant el partit San Lorenzo de Almagro-River Plate fallant una ocasió a porta buida després d'una bona jugada al toc de la resta de l'equip, sumada a una reacció desmesurada del locutor argentí (Marcelo Araujo). El vídeo va tenir bastant èxit i va ser repetit durant diversos programes a petició del públic. Posteriorment, quan Abreu va arribar al Deportivo de la Coruña, se li va continuar recordant pel seu "gol".[13]

## Premis
- Premi Ondas el 1992 al millor programa esportiu.
- TP d'Or 1995 al millor programa de varietats.
- Premis de l'Acadèmia de Televisió el 1999, 2002 i 2003 al millor programa esportiu.

## Curiositats
- La sintonia del programa en els últims anys va ser Alive and kicking de Simple Minds, mentre que l'actual és Sharabbey Road, de Vetusta Morla.
- Cap dels presentadors del programa ha estat en totes les seves temporades de forma continuada.
- En 2001 l'editorial del grup Prisa "El País Aguilar" va treure al mercat un llibre, escrit per Michael Robinson, anomenat Lo que el ojo no ve que parla de les situacions més curioses viscudes en els camps de futbol espanyols i recollides pel programa. El llibre incloïa un vídeo d'una hora de durada amb el millor del programa.
- Va ser el primer programa que va portar a televisió al cantant Leonardo Dantés perquè interpretés les seves cançons a famosos futbolistes del moment com Raúl,[14] Julen Guerrero o Gaizka Mendieta, i fins i tot va dedicar una cançó al programa.[15]